# Tomáš Skuhravý
Tomáš Skuhravý (Přerov nad Labem, 7 settembre 1965) è un ex calciatore ceco, fino al 1992 cecoslovacco, di ruolo attaccante.
Ha militato nella nazionale cecoslovacca, con la quale ha disputato il campionato del mondo 1990, e poi, dal 1993, in quella della Repubblica Ceca.

## Carriera

### Giocatore

#### Club
Iniziò la carriera professionistica nel 1982 con lo Sparta Praga, in cui rimase per sette anni, con una parentesi al Ruda Cheb. Messosi in mostra con la nazionale cecoslovacca ai Mondiali del 1990, venne acquistato dal Genoa, che lo strappò alla concorrenza del Torino. 
Lì Skuhravý formò una solida coppia d'attacco con l'uruguaiano Carlos Aguilera, le cui caratteristiche di brevilineo ben si combinavano con la possanza fisica del ceco. Nella stagione 1990-1991 i due realizzarono 15 gol a testa in campionato, issandosi al terzo posto della classifica dei marcatori e contribuendo al quarto posto finale dei rossoblù.
Skuhravý fu poi autore di 3 gol nella Coppa UEFA 1991-1992, dove il Genoa raggiunse la semifinale. Decisivo fu il suo apporto nei trentaduesimi di finale contro il Real Oviedo, in cui si distinse mettendo a segno una doppietta nel match di ritorno disputatosi al Ferraris il 3 ottobre 1991, permettendo ai Grifoni di passare il turno ribaltando la sconfitta patita in Spagna; il terzo gol decise la sfida di andata degli ottavi di finale contro la Steaua Bucarest, disputatasi in Romania il 27 novembre seguente.
Inizialmente rimasto coi rossoblù anche in seguito alla retrocessione in Serie B del 1995, disputò alcune partite del campionato cadetto per poi trasferirsi a dicembre allo Sporting Lisbona, con cui ottenne però solo quattro presenze. 
Nonostante avesse espresso il desiderio di tornare nel capoluogo ligure, concluse prematuramente la carriera a 32 anni dopo una breve parentesi in patria col Viktoria Žižkov, stroncata da un grave infortunio al ginocchio destro.
A tutt'oggi Skuhravý è il miglior cannoniere del Genoa nella massima divisione italiana dall'istituzione del girone unico, con 57 gol.

#### Nazionale

Skuhravý in azione con la maglia cecoslovacca ai Mondiali 1990, sotto gli occhi degli italiani Maldini e Berti.

Con la nazionale cecoslovacca giocò complessivamente 43 partite, segnando 14 reti dal 1985 al 1993. L'esordio avvenne a Brno in un'amichevole contro la Polonia nel 1985. Fu vice-capocannoniere al campionato del mondo 1990 in Italia, in cui raggiunse i quarti di finale, segnando 5 reti, una in meno di Salvatore Schillaci. Dal 1994 al 1995 giocò con la neonata nazionale della Repubblica Ceca, disputando 6 incontri nei quali segnò 3 gol.

### Dopo il ritiro
Stabilitosi a Varazze, nel 2008 è diventato dirigente del GSD Culmvpolis Genova. Successivamente, nel 2014, ha fatto parte dello staff tecnico dell'Ischia Isolaverde, dove ha allenato il gruppo dei Giovanissimi. Nel 2016 ha assunto il ruolo di consulente tecnico del Real Vicenza, seguendo il progetto di affiliazione del club veneto al Genoa.
Il 17 settembre 2018 è stato nominato club manager del Cuneo, incarico che si è concluso nell'estate 2019 con la mancata iscrizione al campionato e il successivo fallimento della società. Nel 2019 è divenuto responsabile della scuola calcio del Celle Ligure.
Ha lavorato come commentatore per l'emittente televisiva locale Telenord ed è proprietario di un ristorante.

## Statistiche

### Presenze e reti nei club
| Stagione            | Squadra             | Campionato          | Campionato | Campionato | Coppe nazionali | Coppe nazionali | Coppe nazionali | Coppe continentali | Coppe continentali | Coppe continentali | Altre coppe | Altre coppe | Altre coppe | Totale | Totale |
| Stagione            | Squadra             | Comp                | Pres       | Reti       | Comp            | Pres            | Reti            | Comp               | Pres               | Reti               | Comp        | Pres        | Reti        | Pres   | Reti   |
| ------------------- | ------------------- | ------------------- | ---------- | ---------- | --------------- | --------------- | --------------- | ------------------ | ------------------ | ------------------ | ----------- | ----------- | ----------- | ------ | ------ |
| 1982-1983           | Sparta Praga        | IL                  | 8          | 1          | CC              | ?               | ?               | -                  | -                  | -                  | -           | -           | -           | 8+     | 1+     |
| 1983-1984           | Sparta Praga        | IL                  | 21         | 3          | CC              | ?               | ?               | CU                 | 1+                 | 1+                 | -           | -           | -           | 21+    | 4+     |
| 1984-1985           | RH Cheb             | IL                  | 28         | 4          | CC              | ?               | ?               | -                  | -                  | -                  | -           | -           | -           | 28+    | 4+     |
| 1985-1986           | RH Cheb             | IL                  | 30         | 13         | CC              | ?               | ?               | -                  | -                  | -                  | -           | -           | -           | 30+    | 13+    |
| Totale RH Cheb      | Totale RH Cheb      | Totale RH Cheb      | 58         | 17         |                 | ?               | ?               |                    | -                  | -                  |             | -           | -           | 58+    | 17+    |
| 1986-1987           | Sparta Praga        | IL                  | 29         | 18         | CC              | ?               | ?               | CU                 | 0+                 | 0                  | -           | -           | -           | 29+    | 18+    |
| 1987-1988           | Sparta Praga        | IL                  | 28         | 11         | CC              | ?               | ?               | CC                 | 4                  | 1                  | -           | -           | -           | 32+    | 12+    |
| 1988-1989           | Sparta Praga        | IL                  | 30         | 13         | CC              | ?               | ?               | CC                 | 2                  | 0                  | -           | -           | -           | 32+    | 13+    |
| 1989-1990           | Sparta Praga        | IL                  | 26         | 13         | CC              | ?               | ?               | CC                 | 4                  | 1                  | -           | -           | -           | 30+    | 14+    |
| Totale Sparta Praga | Totale Sparta Praga | Totale Sparta Praga | 142        | 59         |                 | ?               | ?               |                    | 11+                | 13+                |             | -           | -           | 153+   | 72+    |
| 1990-1991           | Genoa               | A                   | 33         | 15         | CI              | 2               | 0               | -                  | -                  | -                  | -           | -           | -           | 35     | 15     |
| 1991-1992           | Genoa               | A                   | 32         | 11         | CI              | 4               | 1               | CU                 | 7                  | 3                  | -           | -           | -           | 43     | 15     |
| 1992-1993           | Genoa               | A                   | 31         | 10         | CI              | 4               | 2               | -                  | -                  | -                  | -           | -           | -           | 35     | 12     |
| 1993-1994           | Genoa               | A                   | 28         | 9          | CI              | 1               | 0               | -                  | -                  | -                  | -           | -           | -           | 29     | 9      |
| 1994-1995           | Genoa               | A                   | 31+1       | 12+1       | CI              | 2               | 2               | -                  | -                  | -                  | -           | -           | -           | 34     | 15     |
| lug.-nov. 1995      | Genoa               | B                   | 8          | 1          | CI              | 1               | 0               | -                  | -                  | -                  | CAI         | ?           | ?           | 9      | 1      |
| Totale Genoa        | Totale Genoa        | Totale Genoa        | 163+1      | 58+1       |                 | 14              | 5               |                    | 7                  | 3                  |             | -           | -           | 185    | 67     |
| nov. 1995-giu. 1996 | Sporting Lisbona    | PD                  | 4          | 0          | TP              | ?               | ?               | -                  | -                  | -                  | -           | -           | -           | 4+     | 0+     |
| 1996-1997           | Viktoria Žižkov     | 1L                  | 7          | 2          | CC              | ?               | ?               | -                  | -                  | -                  | -           | -           | -           | 7      | 2      |
| Totale carriera     | Totale carriera     | Totale carriera     | 367+1      | 134+1      |                 | 21+             | 58              |                    | 18+                | 16+                |             | -           | -           | 407+   | 159+   |

### Cronologia presenze e reti in nazionale
| Cronologia completa delle presenze e delle reti in nazionale ― Cecoslovacchia | Cronologia completa delle presenze e delle reti in nazionale ― Cecoslovacchia | Cronologia completa delle presenze e delle reti in nazionale ― Cecoslovacchia | Cronologia completa delle presenze e delle reti in nazionale ― Cecoslovacchia | Cronologia completa delle presenze e delle reti in nazionale ― Cecoslovacchia | Cronologia completa delle presenze e delle reti in nazionale ― Cecoslovacchia | Cronologia completa delle presenze e delle reti in nazionale ― Cecoslovacchia | Cronologia completa delle presenze e delle reti in nazionale ― Cecoslovacchia |
| Data                                                                          | Città                                                                         | In casa                                                                       | Risultato                                                                     | Ospiti                                                                        | Competizione                                                                  | Reti                                                                          | Note                                                                          |
| ----------------------------------------------------------------------------- | ----------------------------------------------------------------------------- | ----------------------------------------------------------------------------- | ----------------------------------------------------------------------------- | ----------------------------------------------------------------------------- | ----------------------------------------------------------------------------- | ----------------------------------------------------------------------------- | ----------------------------------------------------------------------------- |
| 4-9-1985                                                                      | Brno                                                                          | Cecoslovacchia                                                                | 3 – 1                                                                         | Polonia                                                                       | Amichevole                                                                    | -                                                                             | 82’                                                                           |
| 10-9-1986                                                                     | Praga                                                                         | Cecoslovacchia                                                                | 1 – 0                                                                         | Paesi Bassi                                                                   | Amichevole                                                                    | -                                                                             | 46’                                                                           |
| 15-10-1986                                                                    | Brno                                                                          | Cecoslovacchia                                                                | 3 – 0                                                                         | Finlandia                                                                     | Qual. Euro 1988                                                               | -                                                                             | 81’                                                                           |
| 12-11-1986                                                                    | Bratislava                                                                    | Cecoslovacchia                                                                | 0 – 0                                                                         | Danimarca                                                                     | Qual. Euro 1988                                                               | -                                                                             | 80’                                                                           |
| 25-3-1987                                                                     | Praga                                                                         | Svizzera                                                                      | 1 – 2                                                                         | Cecoslovacchia                                                                | Amichevole                                                                    | -                                                                             | 59’                                                                           |
| 29-4-1987                                                                     | Wrexham                                                                       | Galles                                                                        | 1 – 1                                                                         | Cecoslovacchia                                                                | Qual. Euro 1988                                                               | -                                                                             | 82’                                                                           |
| 3-6-1987                                                                      | Copenaghen                                                                    | Danimarca                                                                     | 1 – 1                                                                         | Cecoslovacchia                                                                | Qual. Euro 1988                                                               | -                                                                             | 46’                                                                           |
| 9-9-1987                                                                      | Helsinki                                                                      | Finlandia                                                                     | 3 – 0                                                                         | Cecoslovacchia                                                                | Qual. Euro 1988                                                               | -                                                                             |                                                                               |
| 11-11-1987                                                                    | Praga                                                                         | Cecoslovacchia                                                                | 2 – 0                                                                         | Galles                                                                        | Qual. Euro 1988                                                               | -                                                                             |                                                                               |
| 20-9-1988                                                                     | Praga                                                                         | Cecoslovacchia                                                                | 4 – 2                                                                         | Austria                                                                       | Amichevole                                                                    | -                                                                             | 77’                                                                           |
| 18-10-1988                                                                    | Esch-sur-Alzette                                                              | Lussemburgo                                                                   | 0 – 2                                                                         | Cecoslovacchia                                                                | Qual. Mondiali 1990                                                           | -                                                                             |                                                                               |
| 4-11-1988                                                                     | Bratislava                                                                    | Cecoslovacchia                                                                | 3 – 2                                                                         | Norvegia                                                                      | Amichevole                                                                    | -                                                                             | 46’                                                                           |
| 9-5-1989                                                                      | Praga                                                                         | Cecoslovacchia                                                                | 4 – 0                                                                         | Lussemburgo                                                                   | Qual. Mondiali 1990                                                           | 2                                                                             |                                                                               |
| 7-6-1989                                                                      | Berna                                                                         | Svizzera                                                                      | 0 – 1                                                                         | Cecoslovacchia                                                                | Qual. Mondiali 1990                                                           | 1                                                                             | 56’                                                                           |
| 5-9-1989                                                                      | Nitra                                                                         | Cecoslovacchia                                                                | 2 – 0                                                                         | Romania                                                                       | Amichevole                                                                    | -                                                                             | 46’                                                                           |
| 6-10-1989                                                                     | Praga                                                                         | Cecoslovacchia                                                                | 2 – 1                                                                         | Portogallo                                                                    | Qual. Mondiali 1990                                                           | -                                                                             |                                                                               |
| 25-10-1989                                                                    | Praga                                                                         | Cecoslovacchia                                                                | 3 – 0                                                                         | Svizzera                                                                      | Qual. Mondiali 1990                                                           | 1                                                                             |                                                                               |
| 15-11-1989                                                                    | Lisbona                                                                       | Portogallo                                                                    | 0 – 0                                                                         | Cecoslovacchia                                                                | Qual. Mondiali 1990                                                           | -                                                                             |                                                                               |
| 21-2-1990                                                                     | Alicante                                                                      | Spagna                                                                        | 1 – 0                                                                         | Cecoslovacchia                                                                | Amichevole                                                                    | -                                                                             |                                                                               |
| 4-4-1990                                                                      | Brno                                                                          | Cecoslovacchia                                                                | 0 – 1                                                                         | Egitto                                                                        | Amichevole                                                                    | -                                                                             | 46’                                                                           |
| 25-4-1990                                                                     | Londra                                                                        | Inghilterra                                                                   | 4 – 2                                                                         | Cecoslovacchia                                                                | Amichevole                                                                    | 1                                                                             | 46’                                                                           |
| 26-5-1990                                                                     | Düsseldorf                                                                    | Germania Ovest                                                                | 1 – 0                                                                         | Cecoslovacchia                                                                | Amichevole                                                                    | -                                                                             | 69’                                                                           |
| 10-6-1990                                                                     | Firenze                                                                       | Cecoslovacchia                                                                | 5 – 1                                                                         | Stati Uniti                                                                   | Mondiali 1990 - 1º turno                                                      | 2                                                                             |                                                                               |
| 15-6-1990                                                                     | Firenze                                                                       | Cecoslovacchia                                                                | 1 – 0                                                                         | Austria                                                                       | Mondiali 1990 - 1º turno                                                      | -                                                                             |                                                                               |
| 19-6-1990                                                                     | Roma                                                                          | Italia                                                                        | 2 – 0                                                                         | Cecoslovacchia                                                                | Mondiali 1990 - 1º turno                                                      | -                                                                             |                                                                               |
| 23-6-1990                                                                     | Bari                                                                          | Cecoslovacchia                                                                | 4 – 1                                                                         | Costa Rica                                                                    | Mondiali 1990 - Ottavi di finale                                              | 3                                                                             |                                                                               |
| 1-7-1990                                                                      | Milano                                                                        | Cecoslovacchia                                                                | 0 – 1                                                                         | Germania Ovest                                                                | Mondiali 1990 - Quarti di finale                                              | -                                                                             |                                                                               |
| 29-8-1990                                                                     | Kuusankoski                                                                   | Finlandia                                                                     | 1 – 1                                                                         | Cecoslovacchia                                                                | Amichevole                                                                    | -                                                                             |                                                                               |
| 26-9-1990                                                                     | Košice                                                                        | Cecoslovacchia                                                                | 1 – 0                                                                         | Islanda                                                                       | Qual. Euro 1992                                                               | -                                                                             |                                                                               |
| 13-10-1990                                                                    | Parigi                                                                        | Francia                                                                       | 2 – 1                                                                         | Cecoslovacchia                                                                | Qual. Euro 1992                                                               | 1                                                                             |                                                                               |
| 14-11-1990                                                                    | Praga                                                                         | Cecoslovacchia                                                                | 3 – 2                                                                         | Spagna                                                                        | Qual. Euro 1992                                                               | -                                                                             |                                                                               |
| 5-6-1991                                                                      | Reykjavík                                                                     | Islanda                                                                       | 0 – 1                                                                         | Cecoslovacchia                                                                | Qual. Euro 1992                                                               | -                                                                             | 40’                                                                           |
| 18-12-1991                                                                    | Goiânia                                                                       | Brasile                                                                       | 2 – 1                                                                         | Cecoslovacchia                                                                | Amichevole                                                                    | 1                                                                             |                                                                               |
| 25-3-1992                                                                     | Praga                                                                         | Cecoslovacchia                                                                | 2 – 2                                                                         | Inghilterra                                                                   | Amichevole                                                                    | 1                                                                             |                                                                               |
| 22-4-1992                                                                     | Praga                                                                         | Cecoslovacchia                                                                | 1 – 1                                                                         | Germania                                                                      | Amichevole                                                                    | -                                                                             | 76’                                                                           |
| 19-8-1992                                                                     | Bratislava                                                                    | Cecoslovacchia                                                                | 2 – 2                                                                         | Austria                                                                       | Amichevole                                                                    | -                                                                             |                                                                               |
| 2-9-1992                                                                      | Praga                                                                         | Cecoslovacchia                                                                | 1 – 2                                                                         | Belgio                                                                        | Qual. Mondiali 1994                                                           | -                                                                             |                                                                               |
| 14-11-1992                                                                    | Bucarest                                                                      | Romania                                                                       | 1 – 1                                                                         | Cecoslovacchia                                                                | Qual. Mondiali 1994                                                           | -                                                                             | 37’                                                                           |
| 23-3-1993                                                                     | Limisso                                                                       | Cipro                                                                         | 1 – 1                                                                         | Cecoslovacchia                                                                | Qual. Mondiali 1994                                                           | -                                                                             |                                                                               |
| 2-6-1993                                                                      | Košice                                                                        | Cecoslovacchia                                                                | 5 – 2                                                                         | Romania                                                                       | Qual. Mondiali 1994                                                           | -                                                                             |                                                                               |
| 8-9-1993                                                                      | Cardiff                                                                       | Galles                                                                        | 2 – 2                                                                         | Cecoslovacchia                                                                | Qual. Mondiali 1994                                                           | -                                                                             | 60’                                                                           |
| 27-10-1993                                                                    | Košice                                                                        | Cecoslovacchia                                                                | 3 – 0                                                                         | Cipro                                                                         | Qual. Mondiali 1994                                                           | 1                                                                             |                                                                               |
| 17-11-1993                                                                    | Bruxelles                                                                     | Belgio                                                                        | 0 – 0                                                                         | Cecoslovacchia                                                                | Qual. Mondiali 1994                                                           | -                                                                             |                                                                               |
| Totale                                                                        |                                                                               | Presenze                                                                      | 43                                                                            |                                                                               | Reti                                                                          | 14                                                                            |                                                                               |

| Cronologia completa delle presenze e delle reti in nazionale ― Rep. Ceca | Cronologia completa delle presenze e delle reti in nazionale ― Rep. Ceca | Cronologia completa delle presenze e delle reti in nazionale ― Rep. Ceca | Cronologia completa delle presenze e delle reti in nazionale ― Rep. Ceca | Cronologia completa delle presenze e delle reti in nazionale ― Rep. Ceca | Cronologia completa delle presenze e delle reti in nazionale ― Rep. Ceca | Cronologia completa delle presenze e delle reti in nazionale ― Rep. Ceca | Cronologia completa delle presenze e delle reti in nazionale ― Rep. Ceca |
| Data                                                                     | Città                                                                    | In casa                                                                  | Risultato                                                                | Ospiti                                                                   | Competizione                                                             | Reti                                                                     | Note                                                                     |
| ------------------------------------------------------------------------ | ------------------------------------------------------------------------ | ------------------------------------------------------------------------ | ------------------------------------------------------------------------ | ------------------------------------------------------------------------ | ------------------------------------------------------------------------ | ------------------------------------------------------------------------ | ------------------------------------------------------------------------ |
| 25-5-1994                                                                | Ostrava                                                                  | Rep. Ceca                                                                | 5 – 3                                                                    | Lituania                                                                 | Amichevole                                                               | -                                                                        | 52’                                                                      |
| 17-8-1994                                                                | Bordeaux                                                                 | Francia                                                                  | 2 – 2                                                                    | Rep. Ceca                                                                | Amichevole                                                               | 1                                                                        | 82’                                                                      |
| 12-10-1994                                                               | Ta' Qali                                                                 | Malta                                                                    | 0 – 0                                                                    | Rep. Ceca                                                                | Qual. Euro 1996                                                          | -                                                                        |                                                                          |
| 26-4-1995                                                                | Praga                                                                    | Rep. Ceca                                                                | 3 – 1                                                                    | Paesi Bassi                                                              | Qual. Euro 1996                                                          | 1                                                                        |                                                                          |
| 7-6-1995                                                                 | Lussemburgo                                                              | Lussemburgo                                                              | 1 – 0                                                                    | Rep. Ceca                                                                | Qual. Euro 1996                                                          | -                                                                        | 59’                                                                      |
| 6-9-1995                                                                 | Praga                                                                    | Rep. Ceca                                                                | 2 – 0                                                                    | Norvegia                                                                 | Qual. Euro 1996                                                          | 1                                                                        | 81’                                                                      |
| Totale                                                                   |                                                                          | Presenze                                                                 | 6                                                                        |                                                                          | Reti                                                                     | 3                                                                        |                                                                          |

## Palmarès

### Club
- Campionato cecoslovacco: 5

Sparta Praga: 1983-1984, 1986-1987, 1987-1988, 1988-1989, 1989-1990
- Coppa di Cecoslovacchia: 3

Sparta Praga: 1983-1984, 1987-1988, 1988-1989

### Individuale
- Calciatore cecoslovacco dell'anno: 1

1991